# St. Caeciliae (Klettstedt)

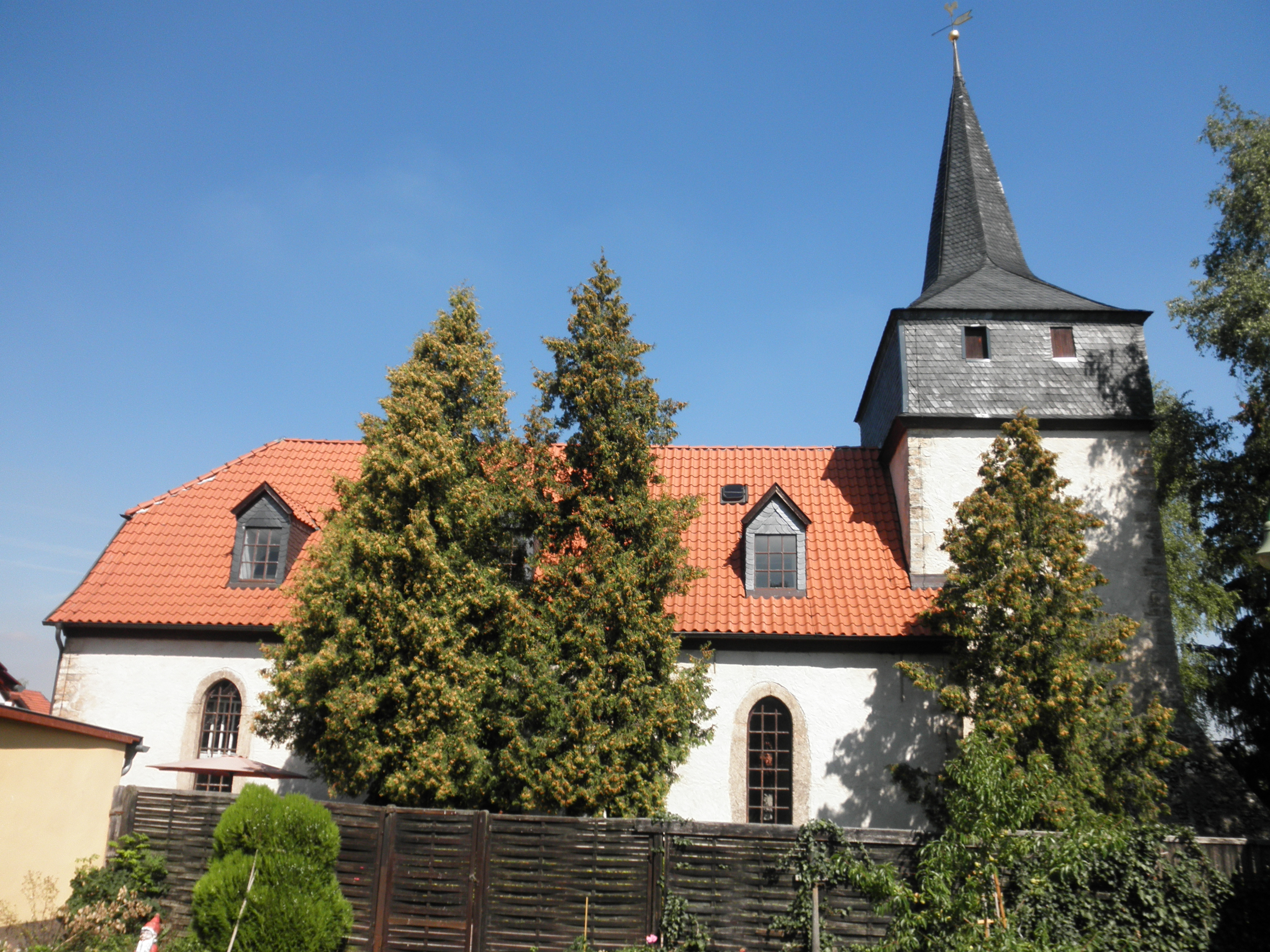
St. Caeciliae

Die evangelisch-lutherische, denkmalgeschützte Kirche St. Caeciliae steht in  Klettstedt, einem Ortsteil der Stadt Bad Langensalza im Unstrut-Hainich-Kreis in Thüringen. Die Kirchengemeinde Klettstedt gehört zur Pfarrei Großvargula im Kirchenkreis Mühlhausen der Evangelischen Kirche in Mitteldeutschland.

## Beschreibung
Die Saalkirche stammt aus dem 13. Jahrhundert. Ihr Chorturm hat massive Strebepfeiler. Das schiefergedeckte Obergeschoss des Turms hat Klangarkaden, hinter denen sich der Glockenstuhl befindet, welcher die beiden Glocken aus den Jahren 1797 und 1924 trägt. Darauf sitzt ein achtseitiger, spitzer Helm. Der Triumphbogen, der den Chor vom Kirchenschiff trennt, wurde zugesetzt. Im verbliebenen Vorhangbogen weist die Jahreszahl 1574 auf durchgeführte Reparaturen. Über dem Eingang zum Kirchenschiff wird die Jahreszahl 1818 für weitere Restaurierungen genannt. 
Das Kirchenschiff ist außen mit einem Krüppelwalmdach bedeckt und innen mit einem Tonnengewölbe überspannt. Es hat zweigeschossige Emporen, deren Brüstungen Szenen aus dem Alten und Neuen Testament aufweisen, entstanden im 18. Jahrhundert. Die Bilder der Apostel befinden sich jetzt an der Wand des Chores. Der Kanzelaltar aus dem 19. Jahrhundert steht in einem Portikus. Der Orgelprospekt und das Taufbecken stammen ebenfalls aus dem 19. Jahrhundert. Im Kircheninneren sind Gedenktafeln für die Gefallenen des 1. und des 2. Weltkriegs und für die Opfer nach 1945 aus dem Ort.
Die Orgel mit 11 Registern, verteilt auf ein Manual und ein Pedal, wurde 1920 von Hornschuh gebaut und 1991 von Hans Helfenbein restauriert.